# Melbourne (Kentucky)
Melbourne es una ciudad ubicada en el condado de Campbell en el estado estadounidense de Kentucky. En el Censo de 2010 tenía una población de 401 habitantes y una densidad poblacional de 195,74 personas por km².

## Geografía
Melbourne se encuentra ubicada en las coordenadas 39°1′56″N 84°22′16″O / 39.03222, -84.37111. Según la Oficina del Censo de los Estados Unidos, Melbourne tiene una superficie total de 2.05 km², de la cual 2.05 km² corresponden a tierra firme y (0%) 0 km² es agua.

## Demografía
Según el censo de 2010, había 401 personas residiendo en Melbourne. La densidad de población era de 195,74 hab./km². De los 401 habitantes, Melbourne estaba compuesto por el 99.5% blancos, el 0% eran afroamericanos, el 0.25% eran amerindios, el 0.25% eran asiáticos, el 0% eran isleños del Pacífico, el 0% eran de otras razas y el 0% pertenecían a dos o más razas. Del total de la población el 0.75% eran hispanos o latinos de cualquier raza.